# 4-Octen
4-Octen ist eine chemische Verbindung aus der Gruppe der Alkene.

## Isomerie
An der unsymmetrisch substituierten Doppelbindung liegt E/Z-Isomerie vor, 4-Octen existiert daher in zwei  isomeren Formen, als (E)- bzw. trans-4-Octen und (Z)- bzw. cis-4-Octen. 

## Gewinnung und Darstellung
4-Octen kann durch Isomerisierung von 1-Octen gewonnen werden, wobei etwa 10 % trans-4-Octen, 50 % trans-2-Octen, 10 % cis-2-Octen, 20 % trans-3-Octen und weitere Isomere entstehen.

## Eigenschaften
4-Octen ist eine farblose Flüssigkeit, die praktisch unlöslich in Wasser. ist.

## Verwendung
cis-4-Octen wird als Kettenübertragungsmittel in Polymerisationsreaktionen und als Depolymerisationsmittel bei epoxyfunktionalisierten Oligomeren eingesetzt. Sie kann auch als Aromastoff verwendet werden.